# Djellwar
Djellwar (également orthographié Djolwar) est une commune rurale du sud-ouest de la Mauritanie, située dans le département d'Aleg de la région de Brakna.